# Волино-Оршанський прогин
Волино-Оршанський прогин — тектонічна палеоструктура. Простягається на північному заході України від Карпат на північний схід до Білорусі. 
Волино-Оршанський прогин заповнений червоноколірними відкладами верхнього рифею потужністю 300–900 м. На півночі обмежений Ратнівською горстовою зоною. Західна та південна межі точно не встановлені.